# Ellipteroides saturatus
Ellipteroides saturatus är en tvåvingeart som först beskrevs av Alexander 1937.  Ellipteroides saturatus ingår i släktet Ellipteroides och familjen småharkrankar. Inga underarter finns listade i Catalogue of Life.